# La Ville captive
Pour plus de détails, voir Fiche technique et Distribution.
La Ville captive (The Captive City) est un film policier américain réalisé par Robert Wise, sorti en 1952.

## Synopsis
Pourchassés par des gangsters, Jim Austin et sa femme se réfugient dans un commissariat. Jim commence alors à raconter son histoire en flash-backs : comment lui, simple petit éditeur d'un journal local, s'est retrouvé mêlé à une vaste affaire de corruption entre la police, la mafia et les bookmakers du coin. Une histoire vraie co-scénarisée par Alvin M. Josephy Jr., un journaliste du Time, et mise en image par le toujours excellent Robert Wise.

## Fiche technique
- Titre original : The Captive City
- Titre français : La Ville captive
- Réalisation : Robert Wise
- Scénario : Karl Kamb, Alvin M. Josephy Jr.
- Photographie : Lee Garmes
- Son : James G. Stewart
- Montage : Robert Swink
- Musique : Jerome Moross
- Production : Theron Warth
- Société de production : Aspen Productions
- Société de distribution : United Artists
- Pays d’origine :  États-Unis
- Langue : anglais
- Format : Noir et blanc - 35 mm - 1,37:1 -  Son Mono (Western Electric Recording)
- Genre : film noir
- Durée : 91 minutes
- Dates de sortie : 
  - États-Unis : 26 mars 1952 (première à New-York)

## Distribution
- John Forsythe : Jim T. Austin
- Joan Camden : Marge Austin
- Harold J. Kennedy : Don Carey
- Marjorie Crossland : Mme Margaret Sirak
- Victor Sutherland : Murray Sirak
- Ray Teal : Chef Gillette
- Martin Milner : Phil Harding
- Geraldine Hall : Mme Nelson
- Hal K. Dawson (en) : Clyde Nelson
- Ian Wolfe : Révérend Nash
- Gladys Hurlbut : Linda Percy
- Jess Kirkpatrick : Anderson
- Paul Newlan : Krug
- Frances Morris : Mme Harding
- Paul Brinegar : sergent de police
- Patricia Goldwater : Sally Carey
- Robert Gorrell : Joe Berg
- Glenn Judd : Coverly
- William C. Miller : Coroner
- Charles Wagenheim : homme au téléphone
- Vic Romito : Dominick Fabretti
- Charles Regan : Gangster

## Autour du film
Ce fut le premier film d'Aspen Productions, une compagnie appartenant à R. Wise et Mark Robson